# 统战团
统战团，正式名稱是「兩岸交流團」，是指自胡錦濤出任中共中央總書記開始，中國共產黨主政下的中國大陸各級人民政府耗費资金，邀請、组织各类台湾籍人士组成部團體，至中國大陸各地訪問、參觀、旅遊。
2014年的太阳花学运之後，中共中央總書記習近平便在2015年对台工作会议中，提出「三中一青」（中小企业、中低阶层收入、中南部民众及台湾青年）的概念，首次单独提及台湾青年。